# Чичано (Сијена)
Чичано је насеље у Италији у округу Сијена, региону Тоскана.
Према процени из 2011. у насељу је живело 310 становника. Насеље се налази на надморској висини од 517 м.